# Бокс у Нишу
Боксерски спорт у Нишу званично почиње да се развија крајем 1936. године с оснивањем Боксерског клуба БАК. Оснивач и први председник био је Раде Андрејевић, а тренер Јован Марић. Због унутрашњих трвења, клуб је убрзо престао да ради, али су његови оснивачи 1938. године, при Фудбалском клубу Синђелић основали и водили боксерску секцију, да би им се касније као тренер придружио и Јован Челик, брат тадашњег првака државе у боксу.
Бокс меч за првенство Ниша први пут је одржан 9. септембра 1939. године у сали Занатског дома. На програму је било пет парова састављених од чланова Нишког боксерског клуба. У бантам категорији Славиша Петровић победио је на поене Радосава Стојановића, у перо лакој Радосав Вељковић победио на поене Ранка Станковића, у лакој су Јеврем Стојковић и Славољуб Халбрајнер боксовали нерешено, а у велтер категорији Миодраг Филиповић је техничким нокаутом победио Милоша Коцића. Последња борба био је егзибициони меч између првака Сарајева Ахмеда Џафербеговића и двојице нишких боксера Јована Челика и Ивана Поповића. Џафербеговић ће потом прећи да живи у Нишу.
О мечу је своје читаоце известила и „Политика“.
Прве значајније успехе бокс у Нишу постићи ће оснивањем Боксерског клуба Раднички 1947. године, који ће у првенству 1961/1962. освојити шампионску титулу првака државе.